# Bembidion alekseevi
Bembidion alekseevi es una especie extinta de escarabajo del género Bembidion, familia Carabidae. Fue descrita científicamente por Schmidt and Michalik en 2017.
Habitó en Kaliningrado, ciudad portuaria perteneciente a Rusia.